# Загін (загорожа)

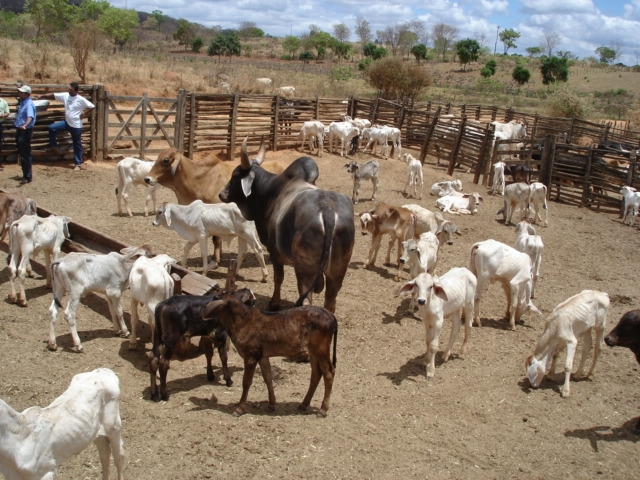
Худоба в загоні

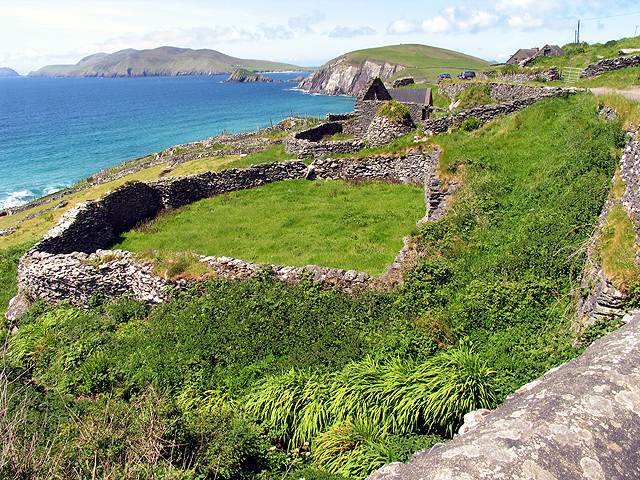
Кам'яні овечі загони в Ірландії

Загі́н, також загоро́жа, загі́нка, обо́ра — обнесене огорожею місце, куди заганяють худобу на ночівлю, відпочинок. Невеликий загін ще називають за́городою, а слово обора також вживається щодо відгородженої частини подвір'я з приміщеннями для худоби. Загороди для овець можуть називатися коша́рами (так називають і криті вівчарні).
Система пасовищних загонів уможливлює невиснажно використовувати ресурс пасовища, бо навантаження на пашу розподіляється рівномірно, уникаючи витоптування і виїдання ресурсу. Особливо це актуально при випасанні овець, які мають характерну особливість викусувати траву «під корінь».